# Delta di kame
Un delta di kame è un geomorfismo glaciale prodotto da un corso d'acqua che scorre attraverso un ghiacciaio e che deposita materiale particolare (kame), dato che è stato selezionato dall'azione del corso d'acqua, entrando in un lago o uno stagno (un lago proglaciale) al termine del ghiacciaio, quindi posto "di fronte" a esso. Questo geomorfismo può spesso essere osservato dopo la fusione del ghiacciaio e di solito ha un delta (nel senso della lettera greca) o forma triangolare. Spesso con la fusione del ghiacciaio i margini del delta possono subire subsidenza in quanto il ghiaccio sottostante fonde depositando possibilmente till glaciale nella zona laterale.